# サンサン通り (大分市)

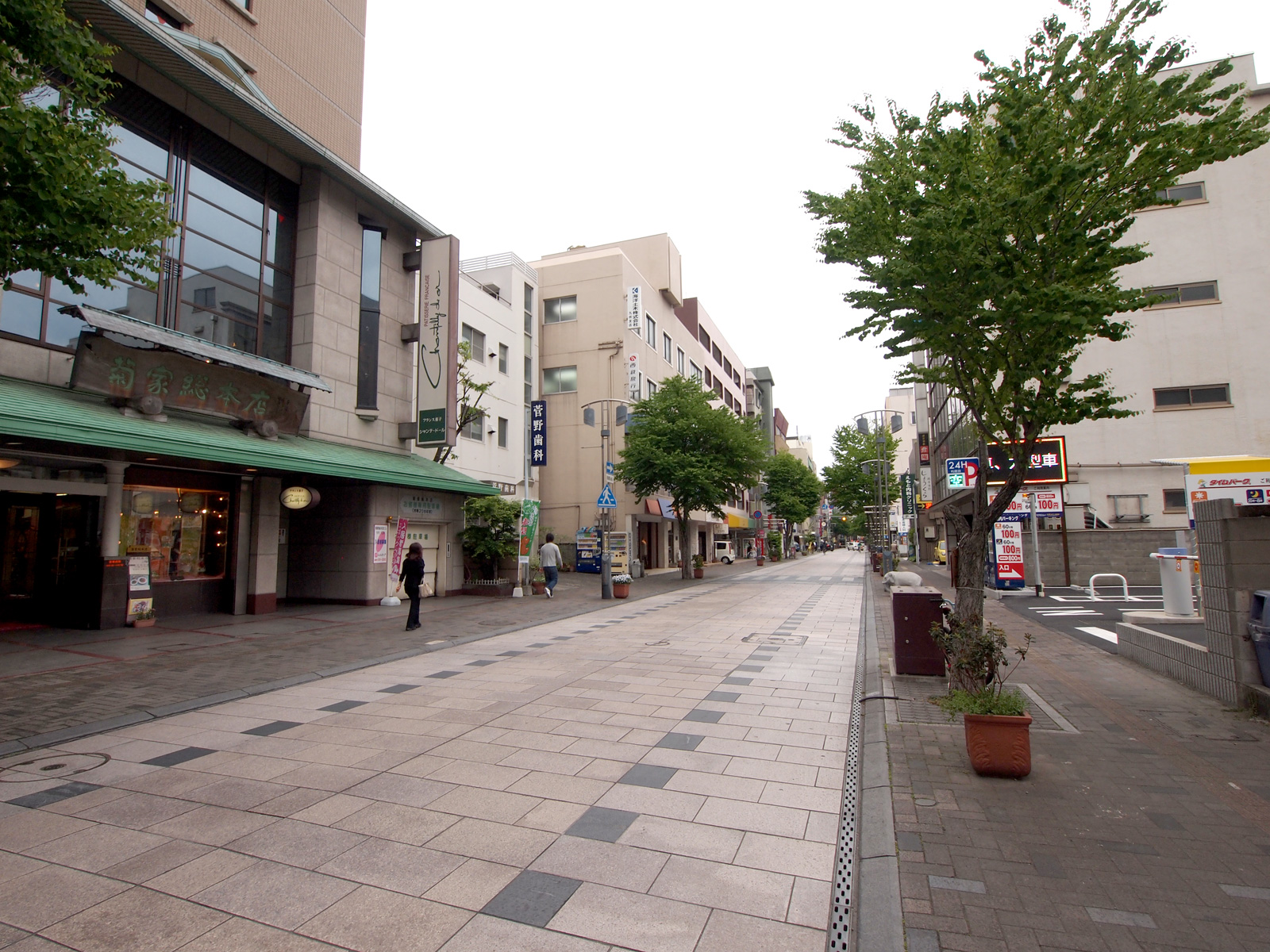
サンサン通り

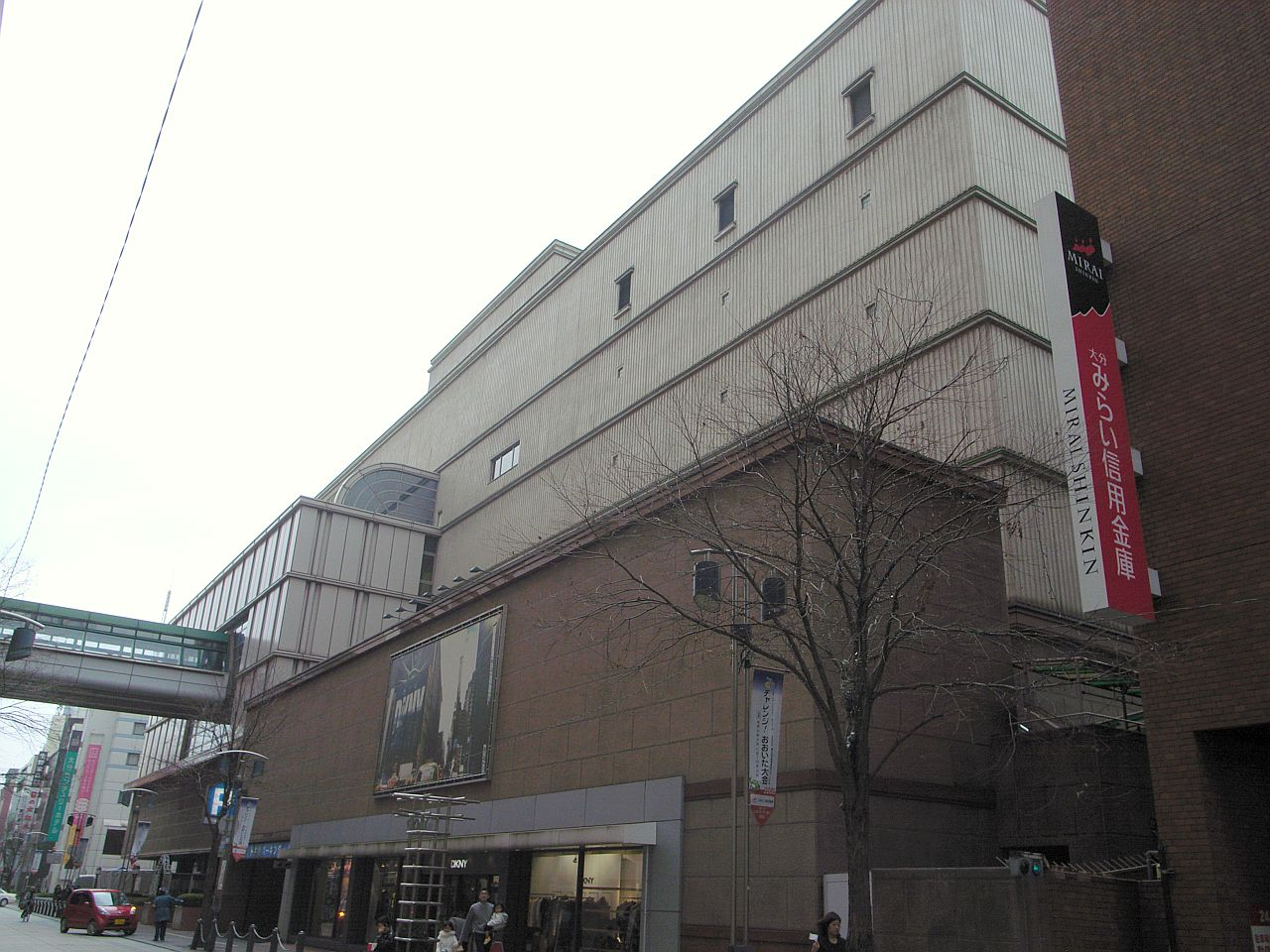
トキハ会館。手前の通りがサンサン通り。

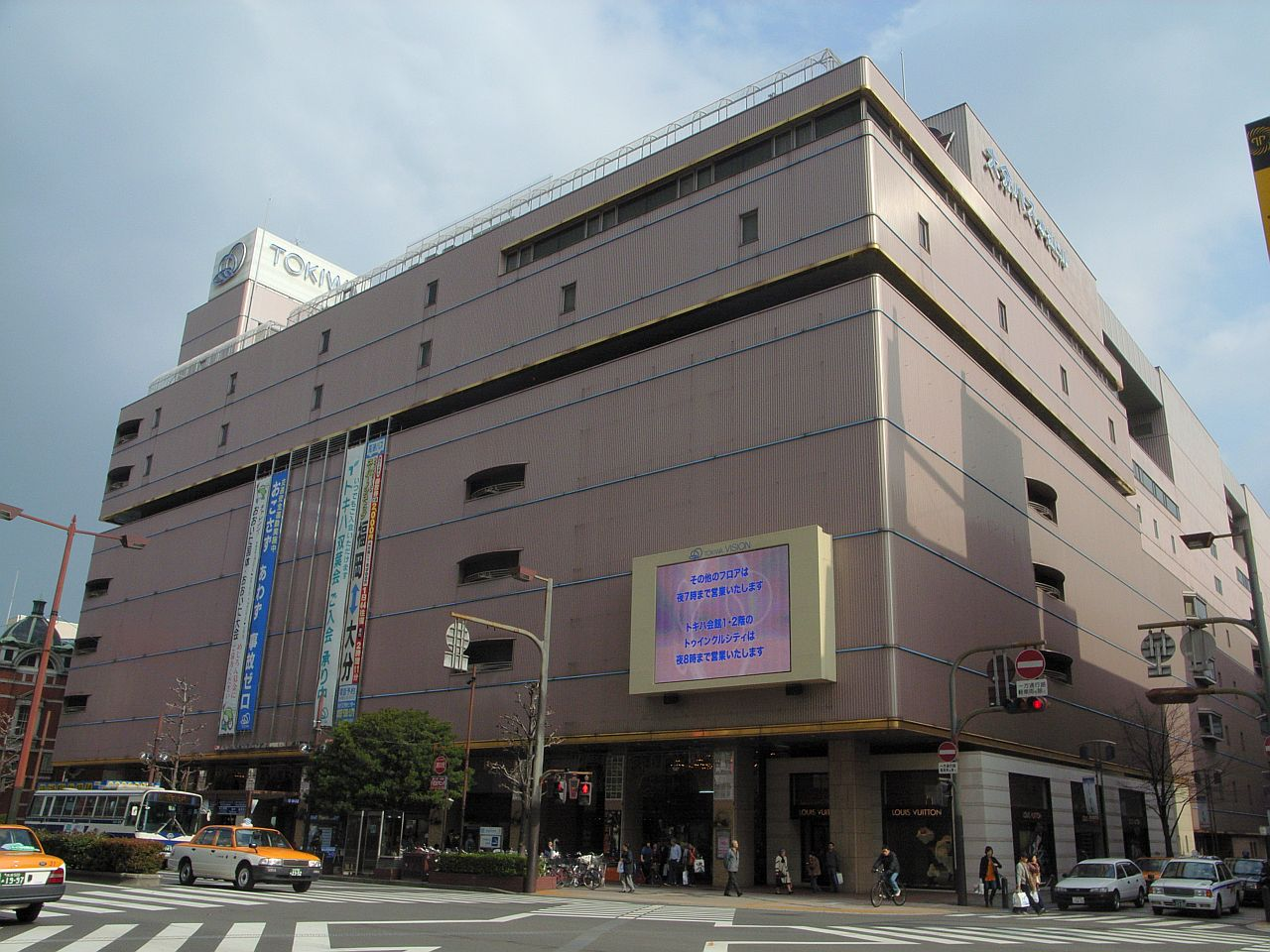
トキハ本館。右側の通りがサンサン通り。

サンサン通り（サンサンどおり）は、大分県大分市中心部の府内町にある商店街である。通称は、ふないサンサン通り。

## 概要
大分市中心街の目抜き通りである中央通りから、東側の遊歩公園通りまで、東西方向に約400mにわたって延びる商店街である。
「サンサン通り」という名前には、以下の4つの意味が込められている。
- 太陽（sun）のように光輝く町を目指す
- 外堀通り（旧・大分パルコやコンパルホールの南側の通り）から数えて3つ目の通りである
- 栄町、仲ノ町、下市町の3町が合併してできた商店街である
- 次世代を担う子供達（息子=son）

中央通り側の入口北側には大分市唯一のデパートであるトキハ本店が位置し、通りを挟んで向かい合うトキハ会館との間には、通りを超えて連絡通路が架けられている。
通りにはライオン、カメ、カバ、ゾウ等の12体の動物のモニュメント（ベンチ）が設置されている。このうち、キリンだけは彩色されているが、他の像は彩色されていない。これは、かつてキリンの首が折れたことがあり、それを補修した際に傷が目立たないように彩色したためである。

## 主要施設
- トキハ本店（トキハ本館）
- トキハ会館
- 大分みらい信用金庫大分支店
- 菊家総本店